# Отре ле Сер
Отре ле Сер (фр. Autrey-lès-Cerre) насеље је и општина у источној Француској у региону Франш-Конте, у департману Горња Саона која припада префектури Везул.
По подацима из 2011. године у општини је живело 228 становника, а густина насељености је износила 41,61 становника/km². Општина се простире на површини од 5,48 km². Налази се на средњој надморској висини од 370 метара (максималној 426 m, а минималној 300 m).

## Демографија
| 1962. | 1968. | 1975. | 1982. | 1990. | 1999. | 2011. |
| ----- | ----- | ----- | ----- | ----- | ----- | ----- |
| 134   | 140   | 118   | 150   | 155   | 155   | 228   |

График промене броја становника у току последњих година